# Laticauda (pecora)
La pecora laticauda, letteralmente "Pecora dalla coda larga", è una razza ovina presente sull'Appennino campano.

## Distribuzione
Presente sull'Appennino campano, nelle province di Avellino, Benevento e Caserta.

## Diffusione
Circa 50.000 capi, allevata in piccoli greggi che generalmente non superano i 20 capi (allevamento di tipo poderale-familiare).

## Caratteristiche produttive
L'attitudine produttiva è quella da latte, con caseificazione (pecorino di laticauda, Carmasciano).

## Aspetto
Taglia medio-grande, con altezze al garrese mediamente di 71–82 cm, rispettivamente, per femmine e maschi, e pesi mediamente di 69–95 kg, rispettivamente, per femmine e maschi.
La testa è pesante e senza corna, orecchie grandi e collo lungo. Il tronco è lungo e largo, il torace alto e profondo, ha arti lunghi e coda grassa.